# Brigitte Foster-Hylton
Brigitte Foster-Hylton (Saint Elizabeth, Jamaica, 7 de novembro de 1974) é uma atleta jamaicana, especialista em corridas de barreiras altas. Foi campeã mundial de 100 metros com barreiras, no ano de 2009.
Esteve presente em quatro edições dos Jogos Olímpicos de Verão (2000, 2004, 2008 e 2012), tendo atingido a final em duas delas: oitava classificada nos Jogos de Sydney 2000 e sexta classificada nos Jogos de Pequim 2008.
Enquanto atleta de alta competição, Brigitte treinava diariamente oito horas por dia. Em 2005, casou-se com um homem de negócios e banqueiro jamaicano, Patrick Hylton.